# كين بلوك (مغني)
كين بلوك (بالإنجليزية: Ken Block)‏ هو مغني أمريكي، ولد في 23 نوفمبر 1966.